# They武道
They武道（ぜいぶどう）は、ジャニーズ事務所に所属するジャニーズJr.の3人組の男性アイドルグループである。

## メンバー
生年月日順
- 江田剛（えだつよし、1987年10月24日 - 、大阪府出身、A型）[3][4]
- 山本亮太（やまもとりょうた、1989年11月14日 - 、千葉県出身、A型）[3][4]
- 林翔太（はやししょうた、1990年2月8日 - 、神奈川県出身、A型）[3][4]

### 過去のメンバー
- 高橋竜（たかはしりゅう、1991年8月21日 - 、埼玉県出身、O型）[4]

## 略歴
- 2008年11月11日[1]、M.A.D.の江田剛、山本亮太[注 1]、林翔太とMADEの高橋竜の4人でThey武道が結成される[4]。グループ名の“They”はメンバーの頭文字から取られているが、“武道”の由来は本人たちも把握していない[5]。『ザ少年倶楽部』でこの4人での結成が知らされ、最初の仕事は滝沢秀明の『愛・革命』のPV撮影だった[6]。その後、バックダンサーとしてNEWSのコンサートツアーに大分公演から参加したり[6]、今井翼のコンサートツアーに参加[5]。雑誌『Wink up』では2009年3月号でグラビア初登場している（取材は2009年1月中旬）[6]。
- 高橋が事務所を退所してからは3人で活動。メンバーの江田は、この時とその後『ジャニーズ銀座』で屋良朝幸と共演し、たくさん怒られたことがグループの転機になり、3人が同じ方向を向くようになったと述べている[2]。
- 2014年、『ジャニーズ銀座』で初のユニット単独ライブを敢行[1]。12月25日より、ジャニーズ事務所の公式サイト『Johnny's web』にてThey武道のグループ連載「Theyたくなひととき」が開始された。
- 2016年、They武道結成日の11月11日に新たなグループ・宇宙Sixを結成し、They武道としての活動を終了[2]。これはメンバーが自分達で決めた「変革」であるという[2]。

## 出演

### ミュージック・ビデオ
- 滝沢秀明「愛・革命」（2009年）[6]

### 舞台・コンサート
- PLAYZONE'09 太陽からの手紙（2009年7月11日 - 8月9日、青山劇場 / 8月21日 - 26日、梅田芸術劇場）[7]江田・林・山本・高橋[5]
- 滝沢歌舞伎 -TAKIZAWA KABUKI-（2010年4月4日 - 5月8日、日生劇場）江田・林・山本・高橋[8]
- A.B.C-Zプロデュース「みんなクリエに来てクリエ!」（2010年5月21日 - 26日、シアタークリエ）[9]
- 滝沢歌舞伎 2011（2011年4月8日 - 5月8日、日生劇場）[10]
- 少年たち 格子無き牢獄（2011年9月5日 - 29日、日生劇場）江田・林[11]
- 新春 滝沢革命（2012年1月1日 -29日、帝国劇場）[12]
- 滝沢演舞場2013（2013年4月7日 - 5月12日、新橋演舞場）江田・林[13]
- Live House ジャニーズ銀座（2013年5月13日・14日〔屋良朝幸と合同公演〕、シアタークリエ）江田・林・山本[14]
- ANOTHER（2013年9月4日 - 28日、日生劇場）江田・林[15]
- PLAYZONE→IN NISSAY（2014年1月6日 - 28日、日生劇場）江田・林・山本[16]
- ジャニーズ銀座2014（2014年5月19日 - 21日、シアタークリエ）[17]江田・林・山本[18]
- PLAYZONE 1986…2014★ありがとう！〜青山劇場★（2014年7月6日 - 8月9日、青山劇場）[19]
- 滝沢歌舞伎 10th Anniversary（2015年4月8日 - 5月17日、新橋演舞場 / 8月18日 - 23日、マリーナ・ベイ・サンズグランドシアター〔シンガポール〕）江田・林・山本[20]
- ジャニーズ銀座2015（2015年5月19日 - 21日、シアタークリエ）[21]
- ジャニーズ銀座2016（2016年5月24日 - 26日、シアタークリエ）江田・林・山本[22]
- ABC座2016 株式会社応援屋!!〜OH&YEAH!!〜（2016年10月5日 - 27日、日生劇場）江田・山本[23]
- "FT PRO"Presents「遠き日の落球 2024」あの時から続いているから今なんだ…（2024年3月20日 - 24日、 シアター・アルファ東京）山本[24]
- リーマンズクラブ（2024年9月5日 - 11日〈予定〉、シアターサンモール）山本[25]